# Natalja Lavrova
Natalja Aleksandrovna Lavrova (Russisch: Наталья Александровна Лаврова) (Penza, 4 augustus 1984 - Oblast Penza, 23 april 2010) was een Russisch gymnast en Olympisch deelneemster.
Ze nam voor Rusland deel aan de Olympische Zomerspelen 2000 in Sydney en de Olympische Zomerspelen 2004 in Athene. Op beide spelen won ze met haar team een gouden medaille op het onderdeel ritmische gymnastiek.
Lavrova’s eerste trainer was Olga Stebeneva bij de Dinamo-club in haar thuisstad Penza.
Natalja Lavrova stierf in het voorjaar van 2010 op 25-jarige leeftijd door een auto-ongeluk.